# Mořic Deym
Mořic hrabě Deym, též Moriz Deym ze Stříteže (21. dubna 1808 Praha – 17. června 1851 Mnichov), byl česko-rakouský šlechtic z rodu Deymů ze Stříteže, vysoký státní úředník a politik, během revolučního roku 1848 poslanec Říšského sněmu.

## Život
Před rokem 1848 získal do majetku dvůr a panství Poutnov v západních Čechách. V této době působil na vysokých úřednických postech monarchie. Byl radou vládního gubernia v haličském Lvově. V roce 1846 se účastnil slavnostního otevření budovy Měšťanské besedy v Praze, tehdy jako pražský městský hejtman. Hejtmanskou funkci zastával od roku 1845. Ještě v roce 1846 byl ale vyslán do funkce vládního komisaře v Krakově, který byl tehdy právě přímo začleněn do monarchie po porážce tamního polského povstání a ukončení existence samostatného svobodného města Krakov.
Během revolučního roku 1848 se zapojil do politiky. Ve volbách roku 1848 byl zvolen na ústavodárný Říšský sněm. Zastupoval volební obvod Mladá Boleslav. Profesně se uvádí jako soukromník. Patřil k českému politickému táboru, Národní strana (staročeši), stejně jako jeho bratr Vojtěch Deym (1812–1863). Nominaci Mořice Deyma za poslance sněmu navrhl František Ladislav Rieger.
Po rozpuštění sněmu se stáhl z politiky. Na jaře 1850 se v Londýně náhodně potkal s Františkem Ladislavem Riegrem a strávili spolu jistou dobu, přičemž Rieger coby znalec britské metropole mu dělal průvodce.
Zemřel svobodný a bezdětný v červnu 1851 ve svém kočáře na cestě do Mariánských Lázní. Příčinou smrti byla mrtvice. K úmrtí došlo na silnici mezi Mnichovem a Rájovem poblíž Chebu. Na místě pak tuto událost ještě v 2. polovině 20. století připomínal kamenný sloup. Je pochován v hrobce na hřbitově v Teplé.  Poutnov následně koupil vévoda Alfréd Beaufort-Spontin, jenž ho začlenil do Bečovského panství.
Byl členem Maltézského řádu.